# 布雷加之战
布雷加之战。由于示威爆发后，位于东部的布雷加就宣布脱离了卡扎菲政府，因此战斗是由卡扎菲部队进攻控制该地的反卡势力而引发的。

## 战役进程

### 第一次战役
3月2日
反卡武装胜利。
战力：
- 反卡势力：300-350个士兵，一辆坦克，许多辆武裝改裝車；
- 卡部队：200-400个士兵，两架攻击性战机，50辆武裝改裝車，120mm火炮；

死伤：
- 反卡势力：14死[7]，12被俘[8]，28伤[9]；
- 卡部队：2-10死[10]，4被俘，一架F1被击落；

### 第二次战役
3月13-15日
卡扎菲部队占领该地取得胜利。
战力：
- 反卡势力：2000士兵[11]
- 卡部队：未知

死伤：
- 反卡势力：5-7死[12]
- 卡部队：25死[13]，71被俘[14]

### 第三次战役
3月31日-4月7日
卡扎菲部队打退反卡武装的进攻。
战力：
死伤：

### 布雷加-艾季达比耶道路战役
4月8日-7月14日
战力：
死伤：

### 第四次战役
7月14-21日
卡扎菲部队胜利。
战力：
死伤：

### 第五次战役
8月9-22日
反卡武装最终胜利。
战力：
死伤：